# Guatteria intermedia
Guatteria intermedia este o specie de plante angiosperme din genul Guatteria, familia Annonaceae, descrisă de Scharf. Conform Catalogue of Life specia Guatteria intermedia nu are subspecii cunoscute.